# Sarlóscsőrű kolibri
A sarlóscsőrű kolibri (Eutoxeres aquila) a madarak osztályának sarlósfecske-alakúak (Apodiformes)  rendjébe és a kolibrifélék (Trochilidae) családjába tartozó faj.

## Rendszerezése
A fajt Jules Bourcier francia zoológus és ornitológus írta le 1847-ben, a Trochilus nembe Trochilus Aquila néven.

## Alfajai
- Eutoxeres aquila aquila (Bourcier, 1847)
- Eutoxeres aquila heterurus Gould, 1868
- Eutoxeres aquila salvini Gould, 1868[2]

## Előfordulása
Costa Rica, Panama, Ecuador, Kolumbia és Peru területén honos. Természetes élőhelyei a szubtrópusi és trópusi síkvidéki és hegyi esőerdők. Állandó, nem vonuló faj.

## Megjelenése
Testhossza 14 centiméter. Vaskos, lefelé gördülő csőre felső kávája fekete, az alsó majdnem egész a végéig sárgás. Tollazata fölül fényes szürkészöld, alul barnásfekete, a torkán szürkéssárga. Feje és kis bóbitája barnásfekete. Bíborbarna evezői közül a másodrendűek fehérek. Kormánytollai fénylő sötétzöldek, végük felé feketések, hegyük fehér.
|  |

## Életmódja
Rövid, erős lábával kapaszkodik a virágokba, hosszú csőrével fér hozzá a nektárhoz.

## Szaporodása
Kehely alakú fészkét növényi rostokból és pókhálóból készíti.

## Természetvédelmi helyzete
Az elterjedési területe nagyon nagy, egyedszáma pedig ismeretlen. A Természetvédelmi Világszövetség Vörös listáján nem fenyegetett fajként szerepel.